# القطامية
القطامية هي أحد تجمعات التي تقع في الجنوب الغربي لمحافظة القاهرة، وواحدة من أكبر وأرقى مدن القاهرة الجديدة، تتميز باتساع المساحات الخضراء بها.

## موقع
تقع القطامية في جنوب غرب مدينة القاهرة الجديدة في شرق القاهرة وتتكون من عدة تجمعات سكنية أكبرهم التجمع الخامس والتجمع الأول والتجمع الثالث، كذلك تقع علي مقربة بحي المقطم.

## السكان
بلغ عدد سكان مدينة القطامية 75،810 نسمة، حسب تعدد سنة 2023.

## تقسيم
تتكون القطامية من خمس مناطق وهي؛
- مساكن الزلزال المعروف بالعشوائية فيه
- تقسيم الشركة العربية.
- تقسيم المحمودية.
- النصر.
- النيل.

## مدارس وجامعات
تقع بالقطامية؛
- الجامعة الألمانية بالقاهرة.
- المعهد العالي الخاص بالعلوم الإدارية.
- مدرسة الحرية النموذجية.
- مدرسة الحرمين الخاصة للغات.
- مدرسة سمير فهمى التجريبية لغات.
- مدرسة السيدة خديجة التجريبية لغات.
- مدرسة المعادي الجديدة الخاصة للغات بالقطامية.
- مدرسة الإمام محمد متولي الشعراوي الثانوية الصناعية المشتركة الثانوية.
- مدرسة القطامية ثانوي عام بنات.
- مدرسة القطامية الابتدائية المشتركة (مدرسة ابتدائي مشتركة).
- مدرسة عمر بن الخطاب (الابتدائية المشتركة والإعدادية بنات).
- مدرسة الفريق عبد المنعم واصل التجريبية لغات.
- مدرسة الجهاد مدرسة ابتدائية مشتركة.
- مدرسة الحرمين الخاصة.
- المعهد الكويتى الأزهرى النموذجى بنات.
- معهد محمد كليلة الأزهرى النموذجى بنين.
- مدرسة المعادي الجديدة الخاصة.

## أندية
هناك العديد من الأندية الرياضية المناسبة فيها ومنها؛
- نادي الجمارك الرياضي.
- نادي الشباب الرياضي.

## مراكز تجارية
ومن أشهر المراكز التجارية؛
- سيتي سنتر مول المعادي.
- كايرو فستيفال سيتي التجمع الخامس.
- داون تاون القطامية مول.
- بورتو كايرو مول.
- أمريكانا بلازا.
- ميجا مول.
- السوق التجاري.
- مول قرطبة.
- مجمع خدمات رابعة العدوية.

## أدوار عبادة
أهمها؛
- جامع النور.
- مسجد الحمد.
- مسجد الصحابة.
- مسجد النور القطامية.
- كنيسة القطامية.

## مستشفيات
أهمها؛
- مستشفى القطامية كلينك.
- مستشفى البنك الأهلي بجوار نادي الصيد.
- مستشفى الرحمة مدينة عباد الرحمن.